# Fennell Bay
Fennell Bay är en del av en befolkad plats i Australien. Den ingår i kommunen och staden City of Lake Macquarie i delstaten New South Wales, i den sydöstra delen av landet. Antalet invånare är 1 474.

## Fossil skog
I sjön Macquarie som stadsdelen gränsar till finns en fossil skog som är cirka 6 hektar stor. Ursprungsbefolkningens namn för platsen är Kurrur-kurran. Träden tillhörde troligtvis ordningen Glossopteridales inom divisionen fröormbunkar. Det fanns år 1842 ungefär 500 trädstubbar kvar och trädens diameter kort över markytan var 30 till 50 cm. Genom inlagring av kalcedon blev stubbarna konserverade. Fossiljägare har plockat de flesta av trädstubbarna och under 2010-talet registrerades bara 30 till 40 stubbar. Skogen blev 1904 den första geologiska platsen i Australien med laglig skyddsstatus. Områdets träd levde antagligen under perm.